# Rhodopygia hollandi
Rhodopygia hollandi – gatunek ważki z rodziny ważkowatych (Libellulidae). Występuje na terenie Ameryki Południowej.